# Samsung Galaxy A40
Samsung Galaxy A40 — смартфон компанії Samsung Electronics, входить до серії Galaxy A. Анонс відбувся 20 березня 2019 року. Вийшов у продаж 10 квітня 2019 року.

## Дизайн
Передня панель смартфона виготовлена зі скла, проте рамка, яка розташована навколо неї, пластикова. На задній панелі відсутній сканер відбитків пальців, що зразу кидається в очі, його перенесли під поверхню екрану. Камери зі світлодіодним спалахом розташовані вертикально, у лівому верхньому кутку задньої панелі смартфона. З лівого боку розташований в залежності від версії слот під 1 або 2 SIM-картки і карту пам'яті формату microSD до 512 ГБ. Кнопки живлення та регулювання гучності знаходяться на правій стороні, порт для навушників, як і порт USB-C розташовані знизу. На передній панелі є виріз для камери Infinity-U. Гаджет представлений в синьому, кораловому та чорному кольорах.

## Технічні характеристики

### Апаратне забезпечення
Процесор:
- Тактова частота процесора 1.8 ГГц, 1.6 ГГц[2]
- Тип процесора 8-ядерний

Дисплей:
- Розмір (149.2 мм (5.9")
- Роздільна здатність 2340 x 1080 (FHD+)
- Технологія Super AMOLED
- Глибина кольору 16 мільйонів кольорів та відтінків

Камера:
- Основна камера — роздільна здатність (Multiple) 16.0 Мп + 5.0 Мп
- Основна камера — Апертура (Multiple) F1.7 , F2.2
- Роздільна здатність запису відео FHD (1920 x 1080)@30 кадрів/сек

Пам'ять:
- Обсяг ОЗП — 4 ГБ
- Обсяг внутрішньої пам'яті — 64 ГБ[3]
- Доступна пам'ять — 49,4 ГБ
- Підтримка зовнішньої карти пам'яті — MicroSD (до 512 ГБ)

Мережа:
- Кількість SIM-карток — 2
- Розмір SIM-картки — Nano-SIM (4FF)
- Стандарти зв'язку — 2G GSM, 3G WCDMA, 4G LTE FDD, 4G LTE TDD

З'єднання:
- USB інтерфейс USB Type-C
- Технологія визначення місцеположення GPS, Glonass, Beidou, Galileo
- Роз'єм гарнітури 3.5 мм стерео
- Версія Bluetooth Bluetooth v5.0 (LE до 2 Mbps)
- Наявне NFC

### Програмне забезпечення
- Операційна система Android 9.0 на момент випуску.
- Компанія Samsung випустила One UI 2.0 з Android 10 для Galaxy A40 у квітні 2020 року.[4]
- Компанія Samsung випустила One UI 3.1, засновану на Android 11, наприкінці березня 2021 року.[5]

## Відгуки
Оцінка сайту ITC.ua — 4/5. Плюси гаджета: компактність, плавність роботи та якість дисплею.
Techradar: Плюси гаджета: великий екран, наявність роз'єму для навушників